# Sandra Ringwald
Sandra Ringwald (* 27. September 1990 in Villingen-Schwenningen) ist eine ehemalige deutsche Skilangläuferin.

## Werdegang
Ringwald trat bis 2010 bei Juniorenrennen an. Von 2010 bis 2014 nahm sie vorwiegend am Alpencup teil. Dabei holte sie sieben Siege und belegte in der Saison 2012/13 den zweiten Platz in der Gesamtwertung. Bei den deutschen Skilanglaufmeisterschaften 2010 in Oberhof holte sie Bronze in der Staffel. Ihr erstes Weltcuprennen lief sie Dezember 2010 in Düsseldorf, welches sie mit dem 45. Rang im Sprint beendete. Bei den deutschen Skilanglaufmeisterschaften 2011 in Hirschau gewann sie Silber über 5 km Freistil und Gold über 10 km klassisch. Bei den deutschen Skilanglaufmeisterschaften 2012 in Oberwiesenthal holte sie Silber im Sprint und im Teamsprint. Den 51. Platz im 15-km-Skiathlon und den 38. Rang im Sprint belegte sie bei den nordischen Skiweltmeisterschaften 2013 im Val di Fiemme. Bei den U23-Weltmeisterschaften 2013 in Liberec gewann sie Silber im Sprint. Im Februar 2014 in Toblach schaffte sie mit dem 11. Platz im Sprint, ihr bis dahin bestes Weltcupeinzelergebnis. Die Saison 2013/14 beendete sie auf dem 48. Platz in der Weltcupgesamtwertung und dem 20. Platz in der Sprintwertung. Bei den deutschen Skilanglauf-Meisterschaften 2014 gewann sie zusammen mit Stefanie Böhler im Teamsprint. Im Februar 2015 errang sie bei den nordischen Skiweltmeisterschaften 2015 in Falun den 33. Platz im Skiathlon und den 13. Rang im Sprint. In der Saison 2015/16 belegte sie den 24. Platz bei der Nordic Opening in Ruka und den 20. Platz bei der Tour de Ski 2016. Beim Weltcup in Planica erreichte sie mit dem fünften Rang im Sprint ihr bisher bestes Weltcupeinzelergebnis und kam tags darauf zusammen mit Hanna Kolb im Teamsprint erstmals im Weltcup aufs Podium. Im März 2016 erreichte sie bei der Ski Tour Canada drei Top-Zehn-Platzierungen und errang den 16. Platz in der Tourgesamtwertung. Die Weltcupsaison beendete sie auf dem 17. Platz im Gesamtweltcup und dem zehnten Rang im Sprintweltcup. Bei den Deutschen Skilanglauf-Meisterschaften 2016 siegte sie jeweils über 5 km, über 30 km und zusammen mit Pia Fink im Teamsprint.
Nach Platz 22 bei der Weltcup-Minitour in Lillehammer in der Saison 2016/17, errang Ringwald im Januar 2017 in Ulricehamn den zweiten Platz mit der Staffel. Bei den nordischen Skiweltmeisterschaften 2017 in Lahti belegte sie den 21. Platz im Skiathlon, den 14. Rang im Sprint und den sechsten Platz mit der Staffel. Zum Saisonende kam sie beim Weltcup-Finale in Québec auf den 20. Platz und erreichte den 23. Platz im Gesamtweltcup und den 13. Rang im Sprintweltcup. Ihre besten Platzierungen bei den Olympischen Winterspielen 2018 in Pyeongchang waren der 15. Platz im Sprint und der sechste Rang mit der Staffel. Im März 2018 wurde sie bei den deutschen Skilanglaufmeisterschaften in Reit im Winkl Dritte über 20 km klassisch und zusammen mit Stefanie Böhler Erste im Teamsprint. In der Saison 2018/19 belegte sie den 18. Platz beim Lillehammer Triple und den 21. Rang beim Weltcupfinale in Québec. Zudem kam sie im Weltcupeinzel viermal unter die ersten Zehn und erreichte in Cogne mit dem zweiten Platz im Sprint ihre erste Podestplatzierung im Weltcupeinzel. Ihre besten Ergebnisse bei den nordischen Skiweltmeisterschaften 2019 in Seefeld in Tirol waren der 12. Platz im Sprint und der vierte Rang mit der Staffel. Die Weltcupsaison beendete sie auf dem 20. Platz im Gesamtweltcup und auf dem 11. Rang im Sprintweltcup. Ende März 2019 wurde sie bei den deutschen Skilanglaufmeisterschaften in Reit im Winkl Zweite im Massenstartrennen über 20 km Freistil und Dritte zusammen mit Pia Fink im Teamsprint. Nach der Saison beendete sie ihre Karriere.

## Privates
Ringwald ist seit Anfang September 2020 mit dem Nordischen Kombinierer Fabian Rießle verheiratet. Das Paar gab wenige Monate zuvor bekannt, Nachwuchs zu erwarten.

## Siege bei Continental-Cup-Rennen
| Nr. | Datum             | Ort                     | Disziplin                 | Serie    |
| --- | ----------------- | ----------------------- | ------------------------- | -------- |
| 1.  | 11. März 2011     | Ramsau am Dachstein     | Sprint Freistil           | Alpencup |
| 2.  | 11.–13. März 2011 | Ramsau am Dachstein     | 16,5 km Minitour          | Alpencup |
| 3.  | 16. Dezember 2011 | St. Ulrich am Pillersee | Sprint Freistil           | Alpencup |
| 4.  | 3. Februar 2012   | Campra                  | Sprint klassisch          | Alpencup |
| 5.  | 4. Februar 2012   | Campra                  | 10 km klassisch           | Alpencup |
| 6.  | 17. März 2013     | Toblach                 | 10 km Freistil Verfolgung | Alpencup |
| 7.  | 14. Februar 2014  | Campra                  | 2,5 km klassisch          | Alpencup |

## Teilnahmen an Weltmeisterschaften und Olympischen Winterspielen

### Olympische Spiele
- 2018 Pyeongchang: 6. Platz Staffel, 10. Platz Teamsprint Freistil, 15. Platz Sprint klassisch, 26. Platz 10 km Freistil

### Nordische Skiweltmeisterschaften
- 2013 Val di Fiemme: 38. Platz Sprint klassisch, 51. Platz 15 km Skiathlon
- 2015 Falun: 13. Platz Sprint klassisch, 33. Platz 15 km Skiathlon
- 2017 Lahti: 7. Platz Staffel, 6. Platz Staffel, 7. Platz Teamsprint klassisch, 14. Platz Sprint Freistil, 21. Platz 15 km Skiathlon
- 2019 Seefeld in Tirol: 4. Platz Staffel, 6. Platz Teamsprint klassisch, 12. Platz Sprint Freistil, 27. Platz 10 km klassisch

## Platzierungen im Weltcup

### Weltcup-Statistik
Die Tabelle zeigt die erreichten Platzierungen im Einzelnen.
- 1.–3. Platz: Anzahl der Podiumsplatzierungen
- Top 10: Anzahl der Platzierungen unter den ersten zehn
- Punkteränge: Anzahl der Platzierungen innerhalb der Punkteränge
- Starts: Anzahl gelaufener Rennen in der jeweiligen Disziplin
- Hinweis: Bei den Distanzrennen erfolgt die Einordnung gemäß FIS.

| Platzierung         | Distanzrennen a | Distanzrennen a | Distanzrennen a | Distanzrennen a | Distanzrennen a | Skiathlon Verfolgung | Sprint | Etappen- rennen b | Gesamt | Team   | Team    |
| Platzierung         | ≤ 5 km          | ≤ 10 km         | ≤ 15 km         | ≤ 30 km         | > 30 km         | Skiathlon Verfolgung | Sprint | Etappen- rennen b | Gesamt | Sprint | Staffel |
| ------------------- | --------------- | --------------- | --------------- | --------------- | --------------- | -------------------- | ------ | ----------------- | ------ | ------ | ------- |
| 1. Platz            |                 |                 |                 |                 |                 |                      |        |                   |        |        |         |
| 2. Platz            |                 |                 |                 |                 |                 |                      | 1      |                   | 1      |        | 1       |
| 3. Platz            |                 |                 |                 |                 |                 |                      |        |                   |        | 1      |         |
| Top 10              |                 | 1               |                 |                 |                 | 1                    | 14     |                   | 16     | 6      | 4       |
| Punkteränge         | 6               | 17              | 1               |                 |                 | 22                   | 63     | 9                 | 118    | 13     | 5       |
| Starts              | 15              | 27              | 2               | 2               |                 | 30                   | 72     | 11                | 159    | 13     | 5       |
| Stand: Karriereende |                 |                 |                 |                 |                 |                      |        |                   |        |        |         |

### Weltcup-Gesamtplatzierungen
| Saison  | Gesamt | Gesamt | Distanz | Distanz | Sprint | Sprint |
| Saison  | Punkte | Platz  | Punkte  | Platz   | Punkte | Platz  |
| ------- | ------ | ------ | ------- | ------- | ------ | ------ |
| 2011/12 | 4      | 104.   | -       | -       | 4      | 74.    |
| 2012/13 | 43     | 71.    | 11      | 73.     | 32     | 47.    |
| 2013/14 | 123    | 48.    | 5       | 80.     | 108    | 20.    |
| 2014/15 | 78     | 59.    | 1       | 85.     | 77     | 27.    |
| 2015/16 | 587    | 17.    | 221     | 22.     | 248    | 10.    |
| 2016/17 | 326    | 23.    | 113     | 31.     | 173    | 13.    |
| 2017/18 | 292    | 23.    | 77      | 35.     | 207    | 10.    |
| 2018/19 | 376    | 20.    | 86      | 34      | 244    | 11.    |